# Atlantic Grupa
Atlantic Grupa d.d. је хрватско предузеће чије пословање обухвата производњу, развој, продају и дистрибуцију робе широке потрошње уз истовремено присуство на тржишту у преко 40 земаља широм света.
Седиште предузећа се налази у Загребу, док се 17 производних погона налази у широм Хрватске, Словеније, Босне и Херцеговине, Србије и Северне Македоније. Такође поседује предузећа и представништва у 10 земаља.

## Брендови
развија своје брендове у 6 стратешких пословних јединица: пића, кафе, грицкалице, слани намази, фармација и лична нега, спортска и функционална храна
- Пића[10]
- Кафа[10]
- Грицкалице[10]
- Слани намази[10]
- Фармација и лична нега[10]
- Спортска и функционална храна[10]